# Улица Медведева (Москва)
Улица Медведева — улица в Восточном административном округе города Москвы на территории Косино-Ухтомского района в пределах жилого района Кожухово. Начинается у перекрёстка с улицей Наташи Качуевской и заканчивается пересечением с улицей Руднёвкой.

## История
Улица проложена в 2004—2005 годах в рамках застройки Кожухово. Изначально это был Проектируемый проезд № 6352. Улица получила нынешнее название 15 марта 2005 года в честь Героя Советского Союза Дмитрия Николаевича Медведева.
На улице установлена памятная доска с надписью:
Ранее имя Дмитрия Медведева в Москве носил Старопименовский переулок, но в 1994 году ему вернули историческое название. Восстановление наименования улицы в районе Косино-Ухтомский в честь Дмитрия Медведева было приурочено к 60-летию Победы в Великой Отечественной войне.

## Описание
Улица двухполосная (по одной полосе в каждую сторону), по всей трассе имеется несколько сильных изгибов. Проходит по границе 6, 7 и 8 микрорайонов Кожухова, обоими концами упирается в улицу Руднёвку. Жилых домов за улицей не числится — все ближайшие имеют нумерацию по Руднёвке, по улице Медведева значатся лишь несколько детских садов и ГБОУ «Школа № 2026» УК11.
К северу от улицы находятся Салтыковский лесопарк и участок Косинского парка в пойме реки Руднёвки.

## Общественный транспорт
По улице Медведева не проходят маршруты общественного транспорта. Все ближайшие остановки расположены на улице Руднёвке.